# Ráncos békagomba
A ráncos békagomba (Lichenomphalia umbellifera) apró méretű gomba a savanyú talajú erdők mohapárnáiban, hangásokban és tőzegmoha között terem. Magyarországon ritka. Tölcsérgombaszerű, kalapja feltűnően bordás. Színe krémfehéres-sárgás-barnás, lemezei fehéresek-krémszínűek. Vékony tönkje a kalapjához hasonló színű töve pedig fehéren gyapjas. Nem ehető.